# 五箇山

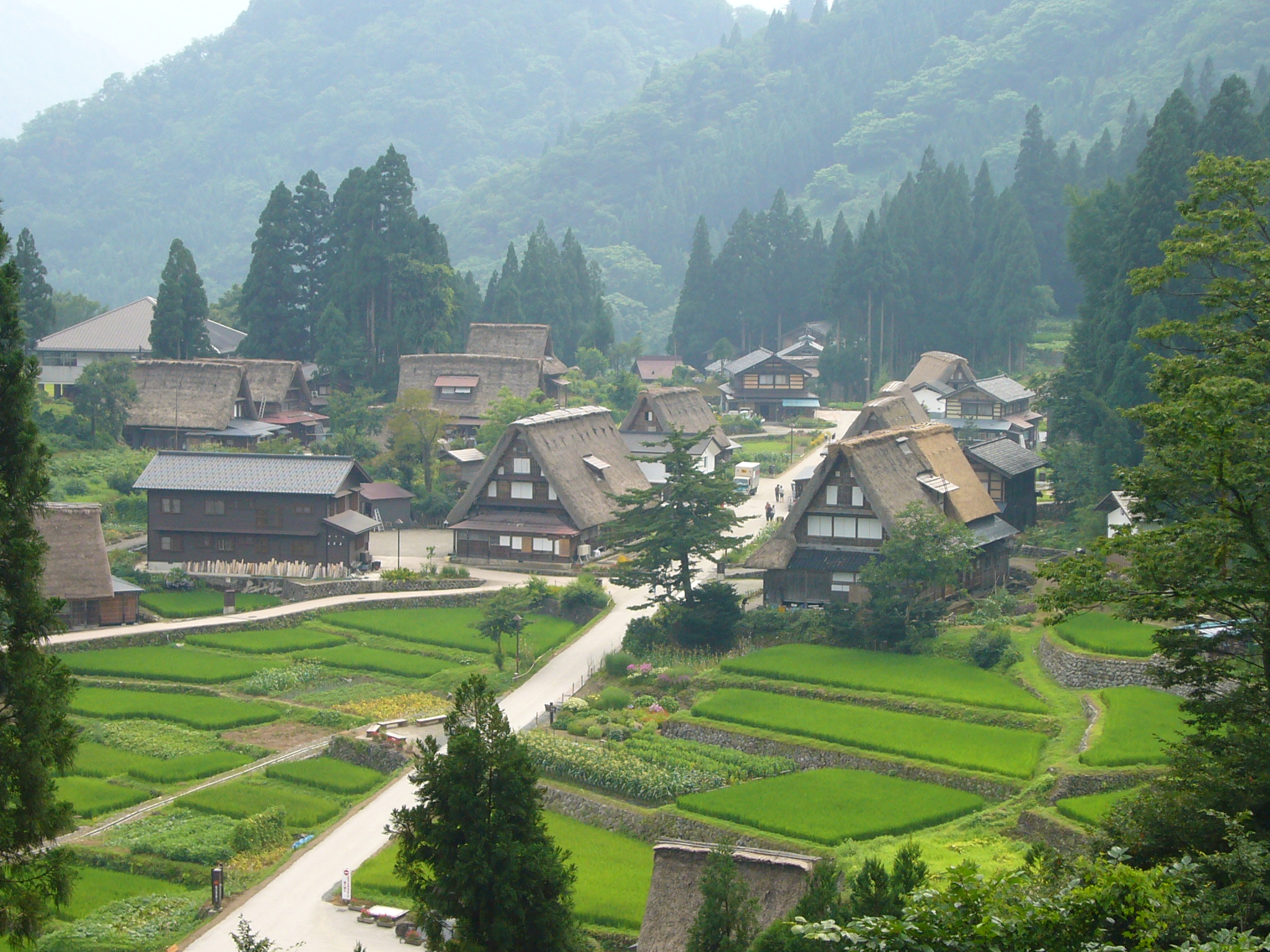
相倉合掌集落

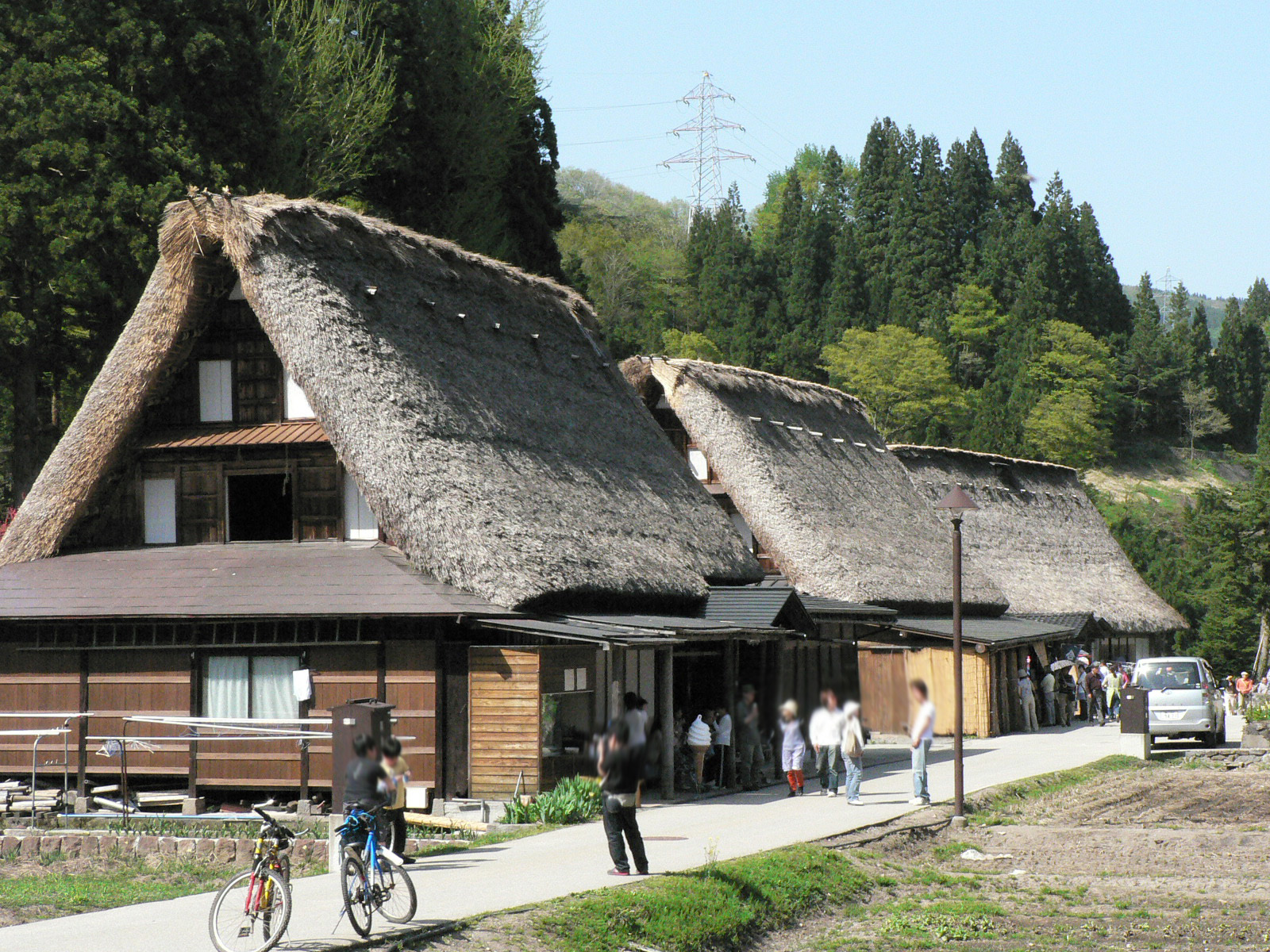
相倉合掌集落

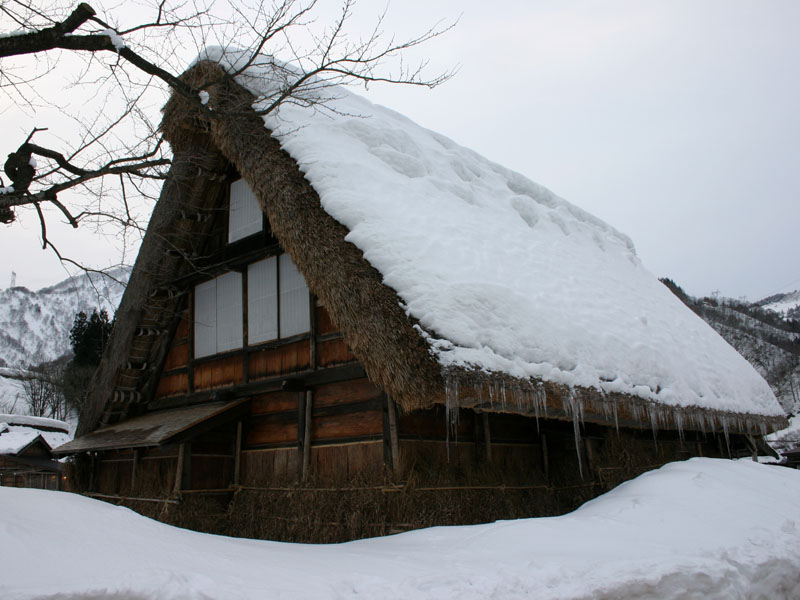
菅沼地區之合掌造

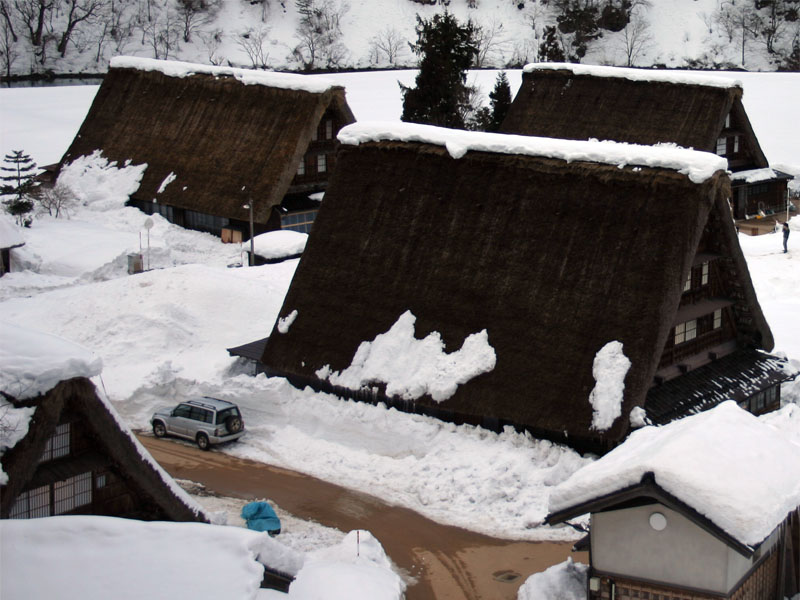
冬之五箇山

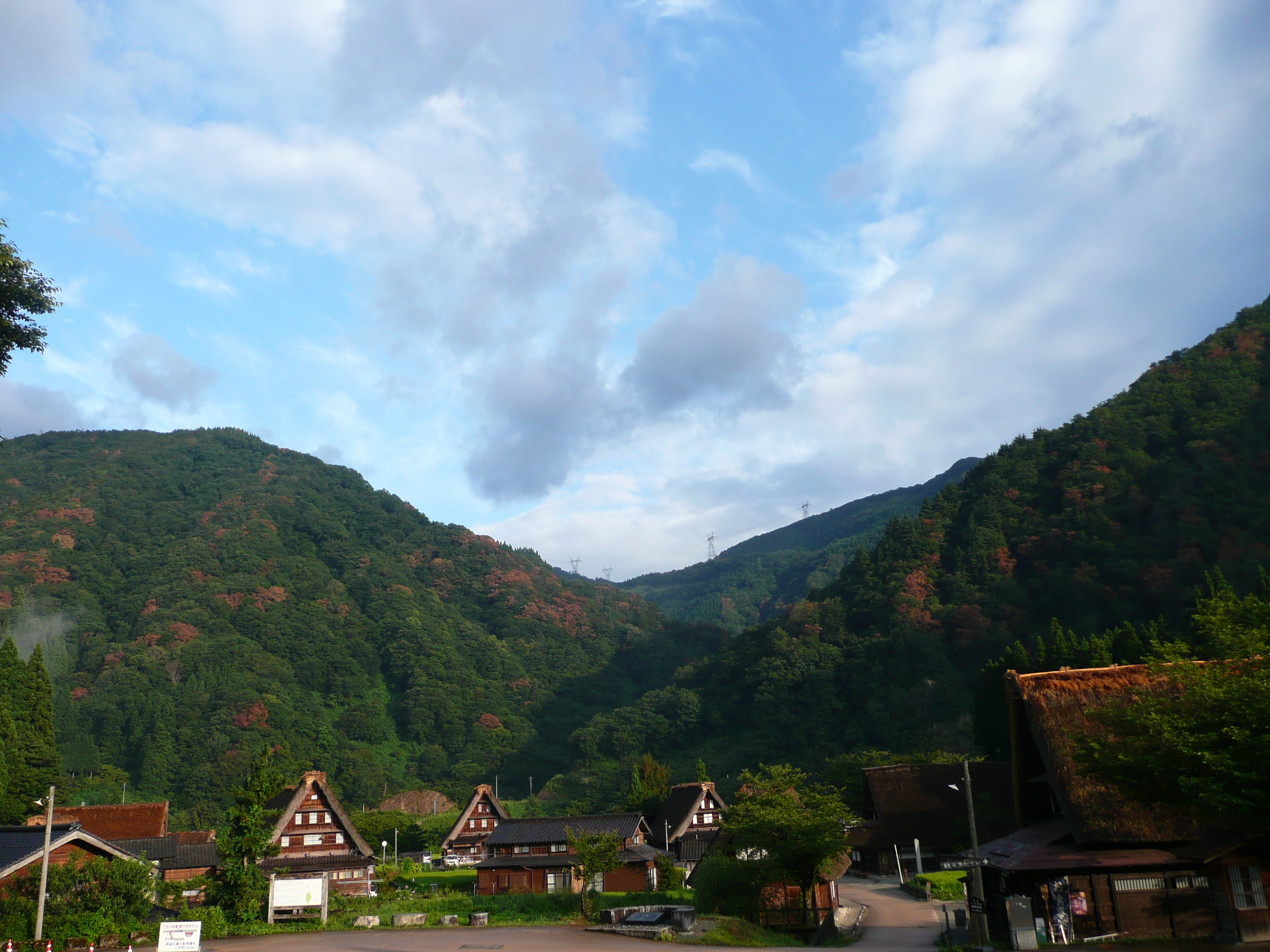
夏之合掌造集落

五箇山（日语：／ Gokayama */?），是日本富山縣西南端的南砺市舊平村、舊上平村、舊利賀村所構成之地域。
白川鄉的荻町地區因合掌造而著稱。白川鄉與五箇山（相倉地區、菅沼地區）等具有獨特景觀的村落以「白川鄉與五箇山的合掌造聚落」之名於1995年12月被登錄為聯合國教科文組織的世界遺產（文化遺產）。

## 地名由來
赤尾谷、上梨谷、下梨谷、小谷、利賀谷的5個谷所組成的「五箇谷間」，轉變為「五箇山」的地名。

## 歷史
傳說為平家落人定住之地。1183年，源平合戰時，木曾義仲（源義仲）和平維盛（平清盛之孫）在富山縣和石川縣縣境的俱利伽羅峠發生戰爭（俱利伽羅峠之戰）。當時，義仲用火牛之戰法大勝平家。殘黨成為落人逃亡隱匿在五箇山。

## 地域特色
五箇山是世界有數的豪雪地帶，因為此風土而產生傾斜度急大的屋頂的合掌造家屋。現在在南砺市（舊平村）的相倉地區、同市（舊上平村）的菅沼地區也還保存有合掌造集落，1970年12月4日，作為「越中五箇山相倉集落」「越中五箇山菅沼集落」指定為國之史跡。1994年，選定為重要傳統的建造物群保存地區。1995年12月，和隣接的岐阜縣大野郡白川村的白川鄉（荻町地區）以「白川鄉・五箇山的合掌造集落」共同登錄為世界遺産。2009年3月，法國米其林發行的旅行指南日本編「米其林・綠色指南・日本」選為最高的3星觀光地，是日本國內17處3星觀光地之一。相倉集落・菅沼集落被選為2星觀光地。

## 關連項目
- 日本世界遺産
- 日本秘境100選
- 白川鄉・五箇山的合掌造集落
- 白川鄉
- 合掌造
- 五箇山IC
- 五箇山隧道
- 岩瀨家住宅（國之重要文化財）

## 外部連結
- 合掌街道
- 五箇山　合掌の里（页面存档备份，存于）
- 國指定文化財等データベース（页面存档备份，存于）